# 濟寧直隸州
濟寧直隸州，清代設置的直隸州。

济宁州在山东省的位置（1820年）

考评：衝，繁，難。隸兗沂曹濟道。運河道駐。明朝时为兗州府屬濟寧州。雍正二年（1724年）直隸，仍領嘉祥縣、鉅野縣、鄆城縣。八年仍降屬兗州府。乾隆四十一年（1776年）復，割汶上縣、魚臺縣並嘉祥縣來隸。尋以嘉祥易汶上。領縣三：金鄉縣、嘉祥縣、魚臺縣。